# Kingdom of Desire
Kingdom of Desire är det åttonde studioalbum av det amerikanska rockbandet Toto, som gavs ut 1992. 
Albumet bröt stilmässigt från Totos tidigare material till stor del därför att gruppen nu stod utan en ledsångare och Steve Lukather tog över den rollen samtidigt som han även hade den kreativa kontrollen över albumet.[källa behövs] Skivan blev som en följd av detta mer gitarrorienterad och rockig med inslag av hårdrock. Kingdom of Desire var Jeff Porcaros sista skiva med Toto då han dog strax efter färdigställandet av skivan. Simon Phillips tog över på trummor inför den följande världsturnén där skivan Absolutely Live spelades in.
Spår nummer 9, "Only You" skrevs ursprungligen till filmen Top Gun och var avsedd som ledmotiv istället för Berlins "Take My Breath Away".
Spår nummer 10, "Kick Down The Walls", fanns med på den första utgåvan av skivan men togs senare bort, oklart varför. (Det fanns en utgåva av cd:n där Columbias artikelnummer på omslaget anges till 471633-2, och själva skivan har samma nummer, samt en senare utgåva där det "yttre" numret fortfarande anges till 471633-2 men låten "Kick Down The Walls" inte finns tryckt på låtlistan och där själva cd-skivan har numret 471633-9.)

## Låtlista
Samtliga låtar skrivna av Toto om inte annat anges.
| Nr           | Titel                                    | Längd |
| ------------ | ---------------------------------------- | ----- |
| 1.           | Gypsy Train                              | 6:45  |
| 2.           | Don't Chain My Heart                     | 4:46  |
| 3.           | Never Enough (Toto, Waybill)             | 5:45  |
| 4.           | How Many Times                           | 5:42  |
| 5.           | 2 Hearts                                 | 5:13  |
| 6.           | Wings of Time                            | 7:27  |
| 7.           | She Knows the Devil                      | 5:25  |
| 8.           | The Other Side (Paich, Sherwood, Kaplan) | 4:41  |
| 9.           | Only You                                 | 4:28  |
| 10.          | Kick Down the Walls (Kortchmar, Lynch)   | 4:55  |
| 11.          | Kingdom of Desire (Kortchmar)            | 7:16  |
| 12.          | Jake to the Bone                         | 7:05  |
| Total längd: | Total längd:                             | 69:28 |

## Listplaceringar
| Land      | Listposition | Antal veckor |
| --------- | ------------ | ------------ |
| Norge     | 7            | 5 veckor     |
| Schweiz   | 5            | 10 veckor    |
| Sverige   | 3            | 6 veckor     |
| Österrike | 37           | 2 veckor     |

## Medverkande
- Steve Lukather - sång, gitarr
- David Paich - keyboard
- Jeff Porcaro - trummor, slagverk
- Mike Porcaro - bas

### Övriga medverkande
- John Elefante - kör
- Philip Ingram - kör
- Fred White - kör
- Alex Brown - kör
- Angel Rogers - kör
- Lenny Castro - slagverk
- Gary Herbig - horn
- Don Menza - saxofon
- Chuck Findley - trumpet
- Richard Page - kör
- Steven George - kör
- Bobby Womack - kör
- Joe Porcaro - slagverk